# Jesús Diéguez
Jesús Diéguez Romero (5 de julio de 1902 Minas de Riotinto - 1989 Aix-en-Provence) fue un atleta español especialista de pruebas de fondo. Participó representando a España en los Juegos Olímpicos de 1924 en la prueba de 10000 metros lisos. Posteriormente adquirió la nacionalidad francesa y representó a este país en pruebas internacionales.

## Trayectoria
Jesús Diéguez nació en la localidad onubense de Minas de Río Tinto y se trasladó muy joven a Cataluña con su familia y posteriormente a Francia, donde se inició en el atletismo. En 1924, volvió a España, fichado por la sección de atletismo del F.C. Barcelona, con el deseo de ser seleccionado para las Olimpiadas de París de ese año. En marzo de ese año batió el récord de España de 10.000, lo que le valió como pasaporte a los juegos. Se convirtió de esta manera en el primer atleta andaluz en participar en unos juegos olímpicos. Debutó en París el 6 de julio en la carrera de los 10.000 metros donde Diéguez habría terminado en undécima posición, según la escasa información que se conserva de la prueba. En los mismos juegos, no disputó la carrera de 5000 metros y volvió a correr en la prueba por equipos de 3000 m donde el combinado español no alcanzó la final. Por último participó en la carrera de campo a través en la que abandonó. Tras el final de las olimpiadas, fijó su residencia en Francia, donde prosiguió practicando el atletismo. Se nacionalizó francés en 1930 y corrió por este país el Cross de las Diez Naciones –actualmente es el Campeonato del Mundo de campo a través– que se celebró en marzo de ese año en Leamington (Reino Unido) y donde obtuvo una medalla de bronce, como tercer clasificado.